# S/PDIF

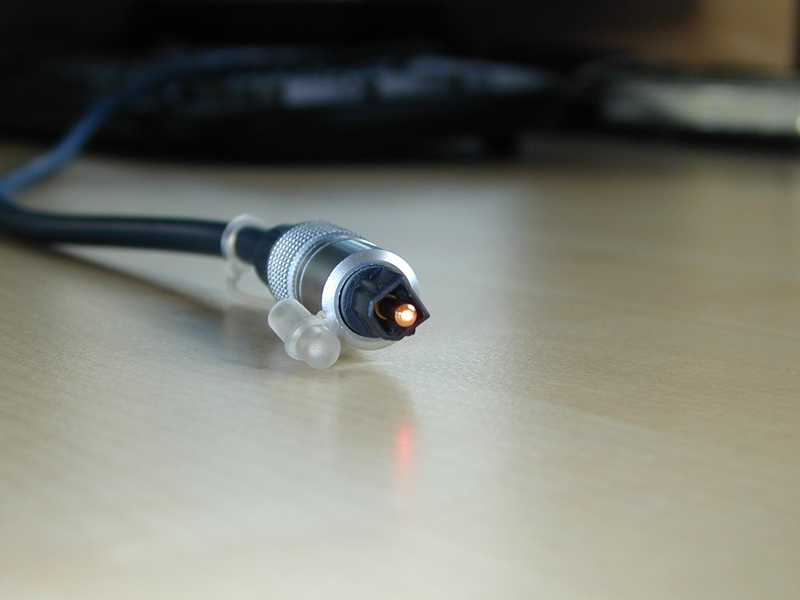
TOSLINK — оптический разъём S/PDIF.

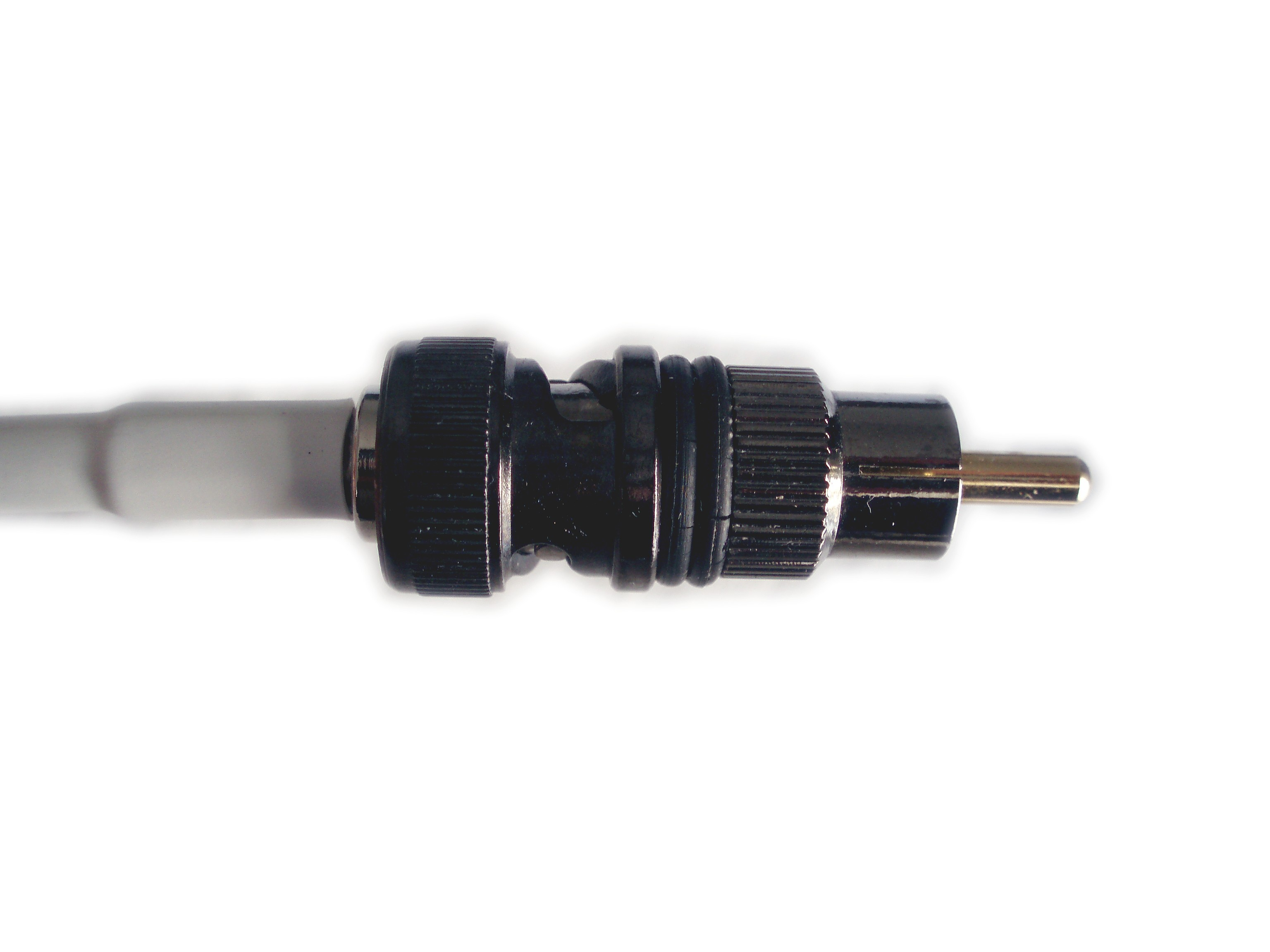
Коаксиальный разъём S/PDIF.

S/PDIF или S/P-DIF — расшифровывается как Sony/Philips Digital Interface (или Interconnect) Format (описано также как IEC 958 type II в международном стандарте IEC-60958). Является совокупностью спецификаций протокола низкого уровня и аппаратной реализации, описывающих передачу цифрового звука между различными компонентами аудиоаппаратуры.

## История
S/PDIF был разработан на основе профессионального стандарта AES/EBU в качестве его упрощенной версии и защищён патентом. Изначально интерфейс использовался для передачи звука c компакт-дисков и специализировался только на стереофонии. В дальнейшем стандарт был доработан для передачи звука в форматах 5.1 и 7.1, но в связи с ограничением пропускной способности протокола в 1,536 Мбит/с реализация стала возможна только сжатым потоком с его последующем восстановлением декодером.

## Аппаратная реализация
Спецификация S/PDIF допускает несколько типов кабеля и разъёмов. Ключевые слова для электрического типа — «coaxial» и «RCA jack». Другой тип назван «оптическим» с часто употребляемым словом «TOSLINK» или, реже, «EIAJ Optical». Существуют адаптеры для перехода с коаксиального RCA Jack S/PDIF на оптический TOSLINK S/PDIF и наоборот, для них необходим внешний источник питания. Достоинством оптического типа S/PDIF является отличная устойчивость к электрическим помехам.
S/PDIF остаётся во многом идентичным на уровне протокола AES/EBU, но имеет другие физические разъёмы, которые в отличие от XLR дешевле и легче в использовании.

### Типы разъёмов и кабелей
- Цифровой сигнал с TTL уровнями. TTL — Транзисторно-транзисторная логика. TTL обычно (но не всегда) имеет два уровня: >2,4 В (единица) и 0-0,4 В (ноль). TTL S/PDIF выходы также есть в звуковых картах.
- Коаксиальный. Коаксиальный кабель с волновым сопротивлением 75 Ом, присоединённый к разъёмам RCA. Обычные аудиокабели (тюльпаны) могут быть использованы для передачи S/PDIF сигнала на короткие расстояния (до 0,5 м), для больших расстояний надо использовать 75 омный коаксиальный кабель. Коаксиальный кабель должен быть терминирован с обеих сторон — выходное сопротивление передатчика делается 75 Ом, входное сопротивление приёмника также 75 Ом (терминаторы уже встроены в устройства). Без нагрузки выходное напряжение передатчика составляет 1 вольт от пика до пика (п-п), под нагрузкой 0.5 вольт п-п. С учётом потерь на длинном кабеле допускается минимальное напряжение на входе приёмника 0.2 вольта п-п.
- TOSLINK — волоконно-оптический кабель. Сейчас большую популярность приобрели разъёмы типа MiniTOSLINK Mini toslink -это разъём оптического кабеля в форм-факторе 3,5 jack. Очень часто такие разъёмы встречаются в современных ноутбуках, где выход S/PDIF совмещён с выходом на наушники. Для соединения такого ноутбука с ресивером потребуется кабель MiniTOSLINK — TOSLINK, либо переходник для стандартного кабеля TOSLINK-TOSLINK.

## Протокол
S/PDIF может быть использован для передачи цифровых сигналов множества форматов. Наиболее распространены из них: формат использованный в DAT с частотой дискретизации 48 кГц и формат записи компакт-дисков с частотой дискретизации 44,1 кГц. Для того, чтобы поддерживать обе эти системы, формат не имеет определённого битрейта данных. Взамен данные передаются, используя Biphase Mark Code, который имеет один или два перехода для каждого бита данных, позволяя передавать оригинальный word clock вместе с самим сигналом.
Расширяя возможности данного интерфейса, S/PDIF может быть использован для передачи 20-битных потоков аудиоданных плюс другая связанная информация.
Можно также передавать 16-битные потоки с нулевым заполнением или 24-битовые, за счёт отказа от дополнительной информации.
Протокол низкого уровня почти тот же, что и в описании AES/EBU.
Единственное различие — бит статуса канала («Channel status bit»).

### Бит статуса канала («Channel status bit») в S/P-DIF
В каждом суб-фрейме имеется один канальный бит статуса, таким образом образуется 192-битовое слово в каждом аудиоблоке. Это означает, что есть 192/8 = 24 байта доступных в каждом аудиоблоке. Значение канального бита статуса в S/PDIF полностью отличается от AES/EBU.
Для SPDIF 192-битовые слова поделены на 12 слов по 16 бит каждое.
Первые 6 бит первого слова — управляющий код; значение этих бит показано в таблице:
| Номер бита | Если не задан:        | Если задан:           |
| 0          | Пользователь          | Профессионал          |
| 1          | Обычные               | Сжатые данные         |
| 2          | Копирование запрещено | Копирование разрешено |
| 3          | 2 канала              | 4 канала              |
| 4          | -                     | -                     |
| 5          | Без предыскажений     | С предыскажениями     |

## Области применения
Интерфейс S/PDIF поддерживает передачу цифровых аудиосигналов от одного устройства к другому без процедуры преобразования в аналоговый сигнал, что позволяет избежать ухудшения качества звука.
S/PDIF первоначально применялся в CD-плеерах (и DVD-плеерах, проигрывающих компакт-диски), а затем стал общим способом соединения и передачи звука в других аудиокомпонентах, например, таких как MiniDisc-плееры и звуковые карты для персональных компьютеров. Он также приобрёл популярность в автомобильном звуке и может быть заменён единственным оптоволоконным кабелем, который устойчив к электрическим помехам.
Другое применение интерфейс S/PDIF находит в передаче цифрового потока объёмного звука, сжатого стандартом IEC 61937. Этот режим используют, чтобы подключить выход DVD-плеера к входу AV-ресивера домашнего кинотеатра, который поддерживает форматы Dolby Digital или Digital Theatre System (DTS) объёмного звука.
Разъём RCA — наиболее распространённый разъём, используемый с интерфейсом S/PDIF и идентичный разъёму, применяемому в потребительской аудио продукции. Кроме того, в некоторых случаях используется оптический разъём. Для того чтобы подключить аудиосистему непосредственно к активной акустической системе, последняя должна поддерживать вход S/PDIF.